# Copa Italia 1958-59

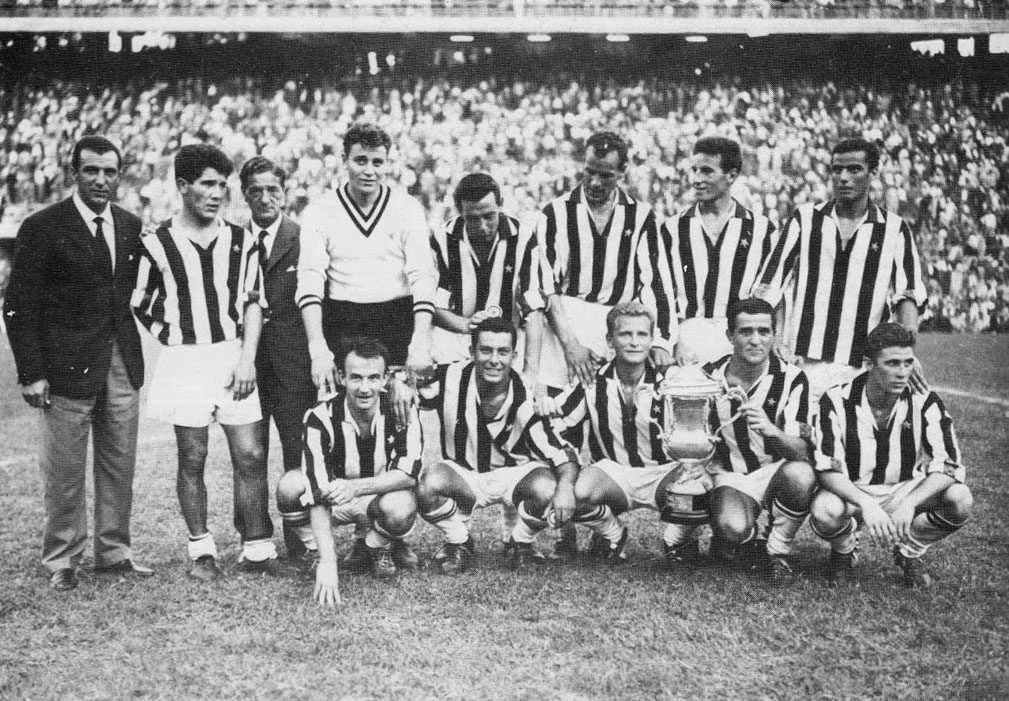
L'equipo de la Juventus posando con el trofeo

La Copa Italia 1958-59 fue la undécima edición del torneo. Juventus salió campeón tras ganarle al Inter de Milán 4 a 1.

## Primera fase
|             | Resultado |              |
| ----------- | --------- | ------------ |
| Anconitana  | 6 - 2     | Pescara      |
| L'Aquila    | 4 - 3     | Chieti       |
| Biella      | 2 - 1     | Pro Vercelli |
| Catanzaro   | 1 - 0     | Cosenza      |
| Foggia      | 3 - 1     | Cirio        |
| Lecce       | 2 - 1     | Barletta     |
| Livorno     | 0 - 1     | Fedit Roma   |
| Lucchese    | 0 - 4     | Pisa         |
| Ozo Mantova | 1 - 0     | Cremonese    |
| Marsala     | 2 - 4     | Trapani      |
| Mestrina    | 0 - 1*    | Treviso      |
| Pro Patria  | 2 - 0     | Piacenza     |
| Ravenna     | 2 - 3     | Forli        |
| Salernitana | 3 - 2     | Casertana    |
| Sanremese   | 5 - 2     | Casale       |
| Siena       | 1 - 0     | Arezzo       |
| Siracusa    | 0 - 2     | Reggina      |
| Spezia      | 2 - 3     | Carbosarda   |
| Varese      | 4 - 2     | Legnano      |

* El partido fue suspendido por la oscuridad que evitaba ver con claridad. Luego el partido se volvió a jugar.

## Segunda fase
|                  | Resultado |                |
| ---------------- | --------- | -------------- |
| L'Aquila         | 2 - 0     | Zenit Modena   |
| Bari             | 5 - 1     | Foggia Incedit |
| Biellese         | 1 - 2     | Atalanta       |
| Carbosarda       | 1 - 0     | Cagliari       |
| Catanzaro        | 1 - 0     | Catania        |
| Fedit Roma       | 1 - 0     | Como           |
| Lecce            | 1 - 0     | Taranto        |
| Messina          | 1 - 0     | Reggina        |
| Novara           | 1 - 2     | Sanremese      |
| Palermo          | 1 - 2     | Trapani        |
| Parma            | 2 - 3     | Ozo Mantova    |
| Pisa             | 1 - 0     | Lecco          |
| Pordenone        | 3 - 2     | Verona         |
| Prato            | 2 - 1     | Salernitana    |
| Pro Patria       | 2 - 1     | Brescia        |
| Reggiana         | 4 - 2     | Anconitana     |
| Sambenedettese   | 2 - 0     | Forli          |
| Simmenthal Monza | 1 - 0     | Siena          |
| Varese           | 2 - 0     | Vigevano       |
| Venezia          | 3 - 0     | Treviso        |

## Tercera fase
|                  | Resultado |                |
| ---------------- | --------- | -------------- |
| Alessandria*     | 0 - 3     | Fedit Roma     |
| Atalanta         | 4 - 0     | L'Aquila       |
| Catanzaro        | 0 - 1     | Roma           |
| Lecce            | 0 - 1     | Bari           |
| Ozo Mantova      | 0 - 7     | Internazionale |
| Napoli           | 5 - 0     | Messina        |
| Pisa             | 3 - 1     | L.R. Vicenza   |
| Pordenone        | 1 - 2     | Talmone Torino |
| Prato            | 3 - 2     | Trapani        |
| Pro Patria       | 1 - 3     | Genoa          |
| Reggiana         | 0 - 2     | Triestina      |
| Sanremese        | 1 - 2     | Venezia        |
| Simmenthal Monza | 2 - 1     | Carbosarda     |
| Spal             | 3 - 2     | Sambenedettese |
| Udinese          | 1 - 2     | Varese         |

* Para obtener un número par de equipos en la siguiente ronda Alessandria fue incorparado nuevamente a la competencia tras haber perdido frente a Fedit Roma.

## Cuarta fase
|                | Resultado |                  |
| -------------- | --------- | ---------------- |
| Alessandria    | 5 - 0     | Pisa             |
| Atalanta       | 2 - 1     | Spal             |
| Bari           | 1 - 2     | Varese           |
| Fedit Roma     | 1 - 2     | Simmenthal Monza |
| Genoa          | 4 - 2     | Triestina        |
| Internazionale | 3 - 2     | Napoli           |
| Roma           | 0 - 1     | Venezia          |
| Talmone Torino | 3 - 0     | Prato            |

## Octavos de final
|            | Resultado |                  |
| ---------- | --------- | ---------------- |
| Atalanta   | 1 - 2     | Talmone Torino   |
| Bologna    | 3 - 2     | Milan            |
| Fiorentina | 2 - 1     | Sampdoria        |
| Genoa      | 2 - 1     | Simmenthal Monza |
| Juventus   | 6 - 2     | Alessandria      |
| Lazio      | 3 - 0     | Varese           |
| Marzotto   | 0 - 2     | Venezia          |
| Padova     | 2 - 3     | Internazionale   |

## Cuartos de final
|          | Resultado |                |
| -------- | --------- | -------------- |
| Genoa    | 2 - 1     | Bologna        |
| Juventus | 3 - 1     | Fiorentina     |
| Lazio    | 0 - 1     | Internazionale |
| Venezia  | 5 - 1     | Talmone Torino |

## Semifinal
|                | Resultado |         |
| -------------- | --------- | ------- |
| Internazionale | 1 - 0     | Venezia |
| Juventus       | 3 - 1     | Genoa   |

## Tercer puesto
|       | Resultado |         |
| ----- | --------- | ------- |
| Genoa | 2 - 1     | Venezia |

## Final
|          | Milan, 10.06.1959 |                |
| -------- | ----------------- | -------------- |
| Juventus | 4 - 1             | Internazionale |

### Formaciones
Internazionale: Matteucci (Da Pozzo); Guarneri, Gatti; Masiero, Cardarelli, Bolchi; Bicicli, Firmani, Angelillo, Corso, Rizzolini.
Juventus: Mattrel; Castano, Sarti; Emoli, Cervato, Colombo; Boniperti, Nicole, Charles, Sivori, Stivanello.